# 泉病院
泉病院（いずみびょういん）は、公益財団法人宮城厚生協会が宮城県仙台市泉区長命ヶ丘に設置する病院。
全日本民主医療機関連合会（民医連）に加盟している。

## 診療科
- 内科[2]
- 神経内科[2]
- 脳神経外科[2]

## 医療機関の指定・認定
（下表の出典）
| 保険医療機関                                   | 難病の患者に対する医療等に関する法律に基づく指定医療機関 |
| 労災保険指定医療機関                           | 原子爆弾被害者一般疾病医療取扱医療機関                   |
| 指定自立支援医療機関（精神通院医療）           | 臨床研修病院                                             |
| 身体障害者福祉法指定医の配置されている医療機関 | 特定疾患治療研究事業委託医療機関                         |
| 生活保護法指定医療機関                         | 在宅療養支援病院                                         |
| 結核指定医療機関                               | 無料低額診療事業実施医療機関                             |

- 救急告示病院[3]
- このほか、各種法令による指定・認定病院であるとともに、各学会の認定施設でもある。

## 交通アクセス
- 仙台市地下鉄南北線「八乙女駅」の宮城交通バス「長命ヶ丘」行き乗車、「長命ヶ丘1丁目東」停留所下車徒歩1～2分[4]。

## 関連施設
- 公益財団法人宮城厚生協会 - 当院運営法人。
- 長町病院 - 公益財団法人宮城厚生協会が設置。（仙台市太白区）
- 坂総合病院 - 公益財団法人宮城厚生協会が設置。(塩竈市)
- 古川民主病院 - 公益財団法人宮城厚生協会が設置。(大崎市)